# 玉手箱
玉手箱（たまてばこ）は、「美しい」を意味する「玉」と、小道具を入れておく日本の伝統的な小箱である「手箱」を合わせて作られた言葉で、特におとぎ話の『浦島太郎』に登場する手箱を指す。また、軽々しく開いてはいけない大切な箱のこと。玉匣。
もともとは化粧道具を入れるための手箱のこと。「玉櫛笥（たまくしげ）」が玉手箱となった。貴族の女性は、その中に贈り物などを入れて使いの者を走らせて贈答を行うこともあったという。

## 浦島太郎
一般的な『浦島太郎』の話では、浦島太郎が、龍宮城からの帰りに乙姫から「何があっても絶対に開けてはいけない」と言われて受けとることになっている。そして、約束を破って箱をあけた浦島太郎は、箱から出てきた煙（自分の年が封じ込められていた）を浴びて年寄りになる。
巌谷小波版では、浦島太郎は長男として登場し、玉手箱を開ける理由は子孫作りによる親孝行、すなわち帰郷地での結婚費用の捻出である。したがって玉手箱は、浦島太郎が乙姫との愛を裏切り地上の娘と結婚しようとした時の復讐の手段であったと解釈されることがある。
『浦島太郎』は西暦8世紀頃から数々の変更を経た作品である。

## 備考
- 玉手箱の語が用いられている慣用語として、「開けてびっくり玉手箱」がある（これも浦島太郎の物語から来ている）。
- 浦嶋神社の宝物には室町期の玉手箱「亀甲紋櫛笥」がみられる（当社公式HP「文化財・宝物」）。